# TOI-1824
TOI-1824 — двойная звезда в созвездии Большой Медведицы на расстоянии приблизительно 194 световых лет (около 59,4 парсек) от Солнца. Визуальная звёздная величина звезды — +9,721m.
Вокруг звезды обращается, как минимум, одна планета.

## Характеристики
Первый компонент — жёлто-белая звезда спектрального класса F8. Масса — около 0,804 солнечной, радиус — около 0,796 солнечного, светимость — около 0,436 солнечной. Эффективная температура — около 5100 K.
Второй компонент — красный карлик спектрального класса M. Масса — около 0,29 солнечной. Удалён в среднем на 427 а.е..

## Планетная система
В 2024 году группой астрономов было объявлено об открытии планеты TOI-1824 b.